# Svetovno prvenstvo v veslanju 1996
Svetovno prvenstvo v veslanju 1996 je bilo 19. svetovno prvenstvo, ki se je začelo 11. avgusta 1996 v Strathclyde Country Parku,  Strathclyde na Škotskem.
Zaradi olimpijskih iger, ki so bile prav tako leta 1996 na tem svetovnem prvenstvu niso tekmovali v olimpijskih disciplinah, hkrati pa se je odvijalo tudi mladinsko svetovno prvenstvo. 

## Pregled medalj
| Disciplina:                      | Zlato: | Čas      | Srebro: | Čas     | Bron: | Čas     |
| Moške discipline                 | |          | |         | |         |
| Četverec s krmarjem (M4+)        | Romunija Dorin Alupei Claudiu Marin Iulica Ruican Viorel Talapan Alexei Raducanu (c)                                                                | 6:25.74  | Češka Dusan Businsky Michal Dalecky Pavel Malinsky Lubomir Skalicky Oldrich Hejdusek (c)                                                                   | 6:26.76 | Rusija · Vladimir Andreev · Alexander Litvinchev · Gennadi Mulitsa · Evgeni Ovtcharov · Alexey Mitienko (c)                                            | 6:28.17 |
| Dvojec s krmarjem (M2+)          | Francija · Luc Prevot · Yannick Schulte · Christophe Tellier (c)                                                                                    | 7:18.26  | Romunija Dimitrie Popescu Neculai Taga Dumitru Răducanu (c)                                                                                                | 7:18.96 | Nizozemska Remco Schnieders Leofwin Visman Chun Wei Cheung (c)                                                                                         | 7:22.33 |
| Lahki enojec (LM1x)              | Danska Karsten Nielsen | 7:35.72  | Češka Tomas Kacovsky | 7:36.01 | Finska Heikki Haavikko | 7:37.15 |
| Lahki dvojni četverec (LM4x)     | Italija Lorenzo Bertini Paolo Pittino Franco Sancassani Massimo Guglielmi                                                                           | 06:10.11 | Nemčija · Oliver Ibielski · Alexander Lutz · Andreas Lutz · Frank Mager                                                                                    | 6:11.53 | Francija · Frederic Ceresoli · Frederic Dufour · Thierry Richard · Pascal Touron                                                                       | 6:11.82 |
| Lahki dvojec brez krmarja (LM2-) | Danska Thomas Ebert Bo Helleberg | 7:06.34  | Irska Neville Maxwell Tony O'Connor | 7:09.25 | Nemčija · Tobias Müller · Oliver Rau | 7:10.73 |
| Lahki osmerec (LM8+)             | Nemčija · Andreas Bech · Matthias Edeler · Dirk Jenny · Stefan Locher · Marcus Mielke · Teja Töpfer · Vladimir Vukelic · Uwe März · Klaus Klotz (c) | 5:55.06  | Danska Jens Christensen Thomas Croft Wilhelm Drewel Jorn Hamdorf Morten Hansen Skov Soeren Henrichsen Jeppe Jensen Kollat Michael Jensen Dennis Larsen (c) | 5:56.96 | Kanada · Jon Beare · Ross Beattie · Chris Davidson · Len Diplock · Graham Mclaren · Ben Storey · Bryan Thompson · Edward Winchester · Chris Taylor (c) | 5:59.47 |
| Ženske discipline                | |          | |         | |         |
| Četverec brz krmarke (W4-)       | ZDA · Emily Dirksen · Sara Field · Amy Turner · Rosana Zegarra                                                                                      | 6:49.48  | Romunija Liliana Gafencu Doina Ignat Elisabeta Lipă Marioara Ciobanu-Popescu                                                                               | 6:51.36 | Nemčija · Claudia Barth · Gerte John · Doreen Martin · Lenka Wech                                                                                      | 6:55.15 |
| Lahki enojec (LW1x)              | Romunija Constanta Burcica | 8:06.90  | Francija · Benedicte Dorfman - Luzuy | 8:07.66 | ZDA · Sarah Garner | 8:09.74 |
| Lahki dvojec brez krmarke (LW2-) | ZDA · Christine Smith-Collins · Ellen Minzner | 7:56.66  | Združeno kraljestvo · Alison Brownless · Jane Hall | 8:02.71 | Romunija Camelia Macoviciuc Maria Sava | 8:03.31 |

## Medalje po državah
| Mesto  | Država              |   |   |   | Skupaj |
| ------ | ------------------- | - | - | - | ------ |
| 1      | Romunija            | 2 | 2 | 1 | 5      |
| 2      | Danska              | 2 | 1 | 0 | 3      |
| 3      | ZDA                 | 2 | 0 | 1 | 3      |
| 4      | Nemčija             | 1 | 1 | 2 | 4      |
| 5      | Francija            | 1 | 1 | 1 | 3      |
| 6      | Italija             | 1 | 0 | 0 | 1      |
| 7      | Češka               | 0 | 2 | 0 | 2      |
| 8      | Irska               | 0 | 1 | 0 | 1      |
| 8      | Združeno kraljestvo | 0 | 1 | 0 | 1      |
| 10     | Kanada              | 0 | 0 | 1 | 1      |
| 10     | Finska              | 0 | 0 | 1 | 1      |
| 10     | Nizozemska          | 0 | 0 | 1 | 1      |
| 10     | Rusija              | 0 | 0 | 1 | 1      |
| Skupaj | Skupaj              | 9 | 9 | 9 | 27     |